# Catégorie esthétique
Pour les articles homonymes, voir Esthétique (homonymie).
Une catégorie esthétique est une désignation en esthétique d'une notion particulière du beau (définie par des critères plus spécifiques ou restreints).
Exemples de catégories esthétiques : sublime, comique, satirique, érotique, tragique, grotesque, dramatique, gracieux, joli, mystérieux, divertissant, pittoresque, bouffon, humour, kitsch, laid, dégoûtant, harmonieux.
L'expression « catégorie esthétique » provient de Essai critique sur l'esthétique de Kant (1896) de Victor Basch, mais des expressions antérieures désignaient déjà cette notion ; par exemple « modification du beau ». Des théories de ce type de distinctions peuvent être relevées dès l'Antiquité, dans La Poétique d'Aristote (IVe siècle av. J.-C.) ou certaines comparaisons de Pseudo-Longin (Ier ou IIIe siècles), mais ces théories se développent essentiellement à partir du XVIIIe siècle, avec Diderot et Kant. En esthétique, ce terme est adopté dans toutes les langues à partir du XXe siècle.